# Crkva sv. Nikole u Prahuljama kod Nina
Crkva sv. Nikole je predromanička crkva izgrađena krajem 11. stoljeća. Nalazi se na polju Prahulje između Nina i Zatona. Iznimno je važna za vladare iz hrvatske dinastije i za povijest drevnog grada Nina.
Prema narodnoj predaji, krunilo se u Ninu sedam kraljeva pa bi prigodom krunidbe okrunjeni vladar u sjajnoj pratnji dojahao do crkve sv. Nikole, gdje bi se narodu predstavio i u znak svoje kraljevske vlasti, mačem bi sa tog humka zasjekao na sve četiri strane svijeta.

(iz Zbornika radova "Povijest grada Nina")
Crkvica je sazidana malim uslojenim kamenjem na zemljanom humku koji se uzdiže iznad polja. Tlocrt crkvice je čisti trolist, svodovi oblikuju četverolist a pravokutni ulazni krak je presvođen kalotom. Dugačka je 5,90 m, široka 5,70 m, visoka 6 m (unutarnje mjere), dok su zidovi debljine 50 cm.
Zbog opasnosti od Turaka na crkvicu se u 16. ili 17. stoljeću nadograđuje obrambeno krunište s 8 zubaca koje je služilo kao izvidnica.[provjeriti]
Od davnina se u crkvici održava sveta misa na dan sv. Nikole za zaštitu pomoraca i putnika, a u novije vrijeme se u crkvici održava sveta misa na spomendan sv. Marka s blagoslovom polja.
Ova crkva je jedini sačuvani primjerak ranoromaničke arhitekture takvog oblika u Dalmaciji, a datira se u kraj 11. ili početak 12. stoljeća.